# Провинциалка (фильм, 2011)
«Провинциа́лка» (англ. Hick) — комедийная драма режиссёра Дерика Мартини по одноимённому роману Андреа Портес. Премьера состоялась на кинофестивале в Торонто 10 сентября 2011 года. Фильм также основан на реальных событиях.

## Сюжет
Действие фильма происходит в 1980-х годах. 13-летняя девочка-подросток из Небраски Лули (Хлоя Морец) проводит много времени рисуя и фантазируя. В один день, решив поехать в Лас-Вегас, она убегает от своих родителей-алкоголиков, прихватив с собой подаренный ей на 13-й день рождения револьвер М1917 — при помощи которого она ранее поиздевалась над Люксом Фелдом, который позже оказался бойфрендом её мамы. Лули встречает мошенницу Гленду (Блейк Лайвли), которая берёт её с собой и использует в качестве соучастника в ограблениях. Перед этим Лули встречает хромоногого парня Эдди (Эдди Редмэйн), который, как казалось Лули, после её преследует. Но, как оказывается позже, он преследовал Гленду - в которую был страстно влюблён. Но Гленда не отвечала ему взаимностью, поскольку он был хромым бедным водителем грузовика. Позже Эдди влюбляется в Лули, и, когда Лули отказывается быть с ним, он похищает её. Придя в себя, Лули обнаруживает себя привязанной к кровати и понимает, что сбежать она не может, позже Эдди придя в дом напоминает ей о том что с ней произошло той ночью, и клянётся что больше такого не повторится. В результате Гленда погибает от револьвера Лули «Сорок пятого», а Лули убивает Эдди. Бо, хозяин дома, где всё произошло, решает помочь ей. Он эксперт по оружию и обещает сделать так, будто произошло двойное убийство, а третьего человека там не было. Также Бо говорит, что в Лос-Анджелесе у него есть сестра, которая всегда хотела иметь собственного ребёнка и могла бы позаботиться о Лули. Но Лули отказывается, соскучившись по своим родителям, и решает вернуться домой. Когда Лули звонит своей маме, она узнаёт, что мать продала дом Люксу Фелду, а отец ушёл, что даёт понять Лули, что её матери совсем на неё плевать. Сидя в автобусе, она листает свой альбом и находит рисунок, на котором Бо оставил адрес своей сестры. Лули, не раздумывая, отправляется в Лос-Анджелес.

## В ролях
- Хлоя Морец — Лули МакМаллен
- Джульетт Льюис — Тэмми
- Блейк Лайвли — Гленда
- Алек Болдуин — Бо
- Рори Калкин — Клемент
- Эдди Редмэйн — Эдди Кризер
- Энсон Маунт — Ник
- Шон Сайпс — Блейн
- Рэй Маккиннон — Ллойд
- Дейв Вескио — незнакомец
- Боб Стивенсон — Люкс Фелд